# 石宗太
石宗太（1456年—？），字樂山，直隸保定府清苑縣人，民籍，明朝政治人物。

## 生平
弘治十七年（1504年）甲子科順天府鄉試第六十七名舉人。弘治十八年（1505年）中式乙丑科會試第八十五名，三甲第一百三十七名進士。授山東歷城縣知縣。

## 家族
曾祖石增；祖父石堅，主簿；父石瓉，母宋氏；繼母李氏。慈侍下。